# Lipotriches ruwenzorica
Lipotriches ruwenzorica là một loài Hymenoptera trong họ Halictidae. Loài này được Cockerell mô tả khoa học năm 1935.